# Kamet
El Kamet (en hindi: कामेत) es una montaña perteneciente a la cordillera del Himalaya ubicada en la provincia india de Uttarakhand, a pocos kilómetros de la frontera con Nepal.
Con una altitud de 7 756 m s. n. m. es considerada la segunda montaña más alta de la región de Garhwal, después de Nanda Devi (7 861 m s. n. m.); tercera en la India y vigésimo novena a escala mundial.
Durante un período de cinco años, de 1930 a 1935, fue la montaña de mayor altitud escalada por el hombre. Con la ascensión posterior del Nanda Devi, esta distinción desapareció.
Si bien Kamet recibe vientos de la cercana meseta tibetana, y por este motivo se torna remota e inaccesible, según los estándares modernos, que consideran su altura, se le suele categorizar de "ascensión sencilla".

## Etimología y nomenclatura
Existen diferentes formas de pronunciar el nombre "Kamet". Charles Francis Meade, alpinista inglés y escritor, da la pronunciación / kʌmeɪt /, y afirma que es conocido por los tibetanos como Kangmen, que significa "gran abuela de una cadena de nieve sagrada". Sin embargo, Frank Smythe escribe en su libro Kamet Conquistada (Kamet Conquered) que el génesis del nombre proviene de la palabra tibetana Kangmed, que significa "las nieves inferiores" (de kang, "nieve", y med, "pequeños"), a diferencia de las "nieves superiores" del grupo de Kailash, a 110 millas al este de la montaña. El término "fuego glaciar", también se utiliza como una alusión al nombre Kamet: los rayos del sol que llegan oblicuos a los glaciares de la montaña, se reflejan y toman un color similar al del fuego y los habitantes de las regiones cercanas se basan en esta característica para darle este apodo a la montaña.

## Historia
En 1848, Richard Strachey, soldado británico y administrador en la India, determina la altura y ubicación de Kamet, así como los picos vecinos de Abi Gamin, Mukut Parbat, y Mana. Más allá de que las tentativas de escalar Kamet comenzaran en 1855, la primera ascensión no se llevó a cabo hasta 1931, cuando Frank Smythe, Eric Shipton, R.L. Holdsworth y Lewa Sherpa, miembros de una expedición británica, emprendiesen esta tarea. Por aquel entonces Kamet se convirtió en la cumbre más alta escalada, hasta que cinco años después se llegó a la cima de Nanda Devi.

## Características
Debido a su cercana ubicación a la meseta tibetana, de la cual recibe fuertes vientos, Kamet es una montaña remota y no tan accesible como algunos de los otros picos himalayos. Sin embargo, en estándares modernos, es una subida relativamente franca para montañas tan altas como ésta. Los primeros exploradores de la región afrontaron marchas de aproximación largas de alrededor de 200 millas desde Ranikhet, hasta el denso bosque de la montaña. El acceso se ha tornado más fácil al día de hoy.
La ruta estándar comienza en el glaciar oriente Kamet (ó glaciar Purbi Kamet) y asciende por el collado de Meade (a 7,100 metros), el paso de montaña entre Kamet y su vecino extremo norte, el Abi Gamin. Desde el collado de Meade, la ruta asciende al borde noreste de la cara norte. La subida por esta ruta implica: barrancos escarpados, una pared de roca, y varios glaciares ascendentes. Suelen colocarse cinco campamentos durante la expedición y el ascenso final a la cumbre implica nieve escarpada, posiblemente helada.

## Picos vecinos y subsidiarios
Kamet está rodeado por tres picos vecinos o subsidiarios principales:
- Mukut Parbat, 7,242 m (23,760 pies) lugar 97, prominencia = 840 m, 30°57′08″N 79°34′13″E / 30.95222, 79.57028, noroeste del Kamet. Primera ascensión: 1951. La parte baja de la cumbre gemela del Mukut Parbat tiene una elevación de 7,130 m (23,392 pies).
- Abi Gamin, 7,355m (24,130 pies), prominencia = 217 m 30°55′57″N 79°36′09″E / 30.93250, 79.60250, nor-noreste del Kamet; conectado al Kamet por el collado de Meade. Primera ascensión: 1950.
- Mana, 7,272m (23,858 pies) lugar 92, Prominencia = 720 m, 30°52′52″N 79°36′57″E / 30.88111, 79.61583, sur-sureste del Kamet. Primera ascensión: 1937.

Varios picos contiguos, como el Mana noroeste, de 7,092 metros; el Point, de 6,977 metros, el Deoban, de 6,855 metros; y el Bidhan Parbat, de 6,519 m, se encuentran cerca del Kamet.

## Glaciares y ríos
Los sistemas de los glaciares poniente (Pachmi o Paschimi), oriente (Purbi o Purva), y Raikana rodean al Kamet. Las bifurcaciones del glaciar poniente del Kamet se encuentran frente a las laderas occidentales del Kamet, el Abi Gamin, y el Mukut Parbat. El glaciar oriente del Kamet fluye desde el lado oriente del Kamet y el Mana. El glaciar Raikhana se origina en el lado oriental del collado de Meade, fluye al oriente del Abi Gamin, y se une con el glaciar oriente del Kamet. El glaciar poniente del Kamet desemboca en el río Saraswati, mientras que el glaciar oriente del Kamet alimenta el río Dhauliganga; ambos ríos son afluentes del río Alaknanda, el río más grande del distrito de Chamoli.